# White Salmon
White Salmon ist eine City im Klickitat County im US-Bundesstaat Washington.
Das U.S. Census Bureau hat bei der Volkszählung 2020 eine Einwohnerzahl von 2485 ermittelt auf einer Fläche von 3,2 km² (Koordinaten: 45°43'44" N, 121°29'1" W).
White Salmon wurde offiziell am 3. Juni 1907 gegründet.
Der Ort liegt direkt am Columbia River und ist durch eine befahrbare mautpflichtige Brücke mit Hood River (Oregon) verbunden.

## Söhne und Töchter der Stadt
- Vic Wild (* 1986), US-amerikanisch-russischer Snowboarder